# Bürgerbus

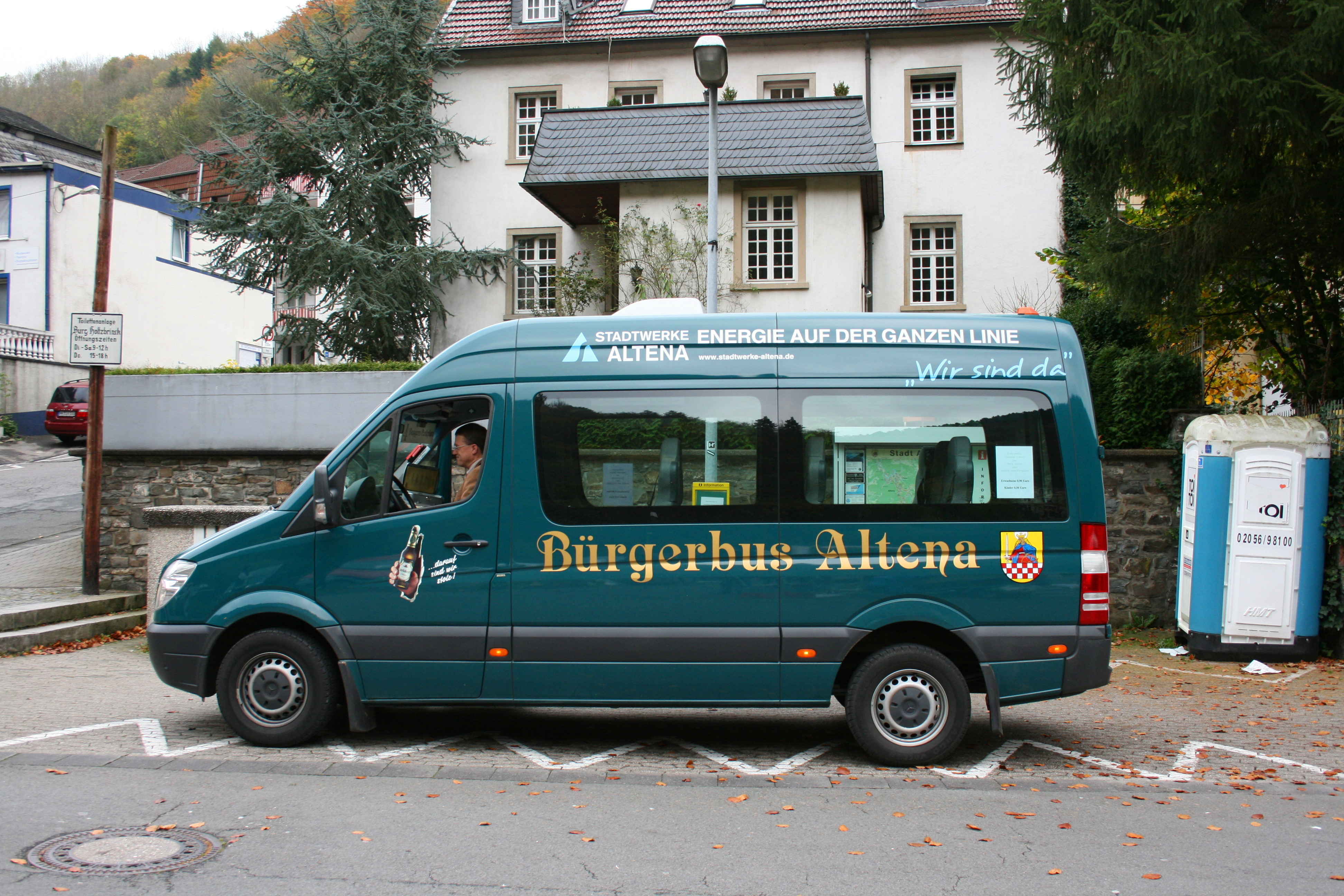
Bürgerbus Altena in Nordrhein-Westfalen

Ein Bürgerbus ist ein Nahverkehrsangebot, das sich in der Regel auf eine bürgerschaftliche Initiative gründet, um Lücken im öffentlichen Personennahverkehr auszugleichen. Auch die jeweils eingesetzten Fahrzeuge werden als Bürgerbus bezeichnet.
Ausgehend von den Niederlanden, wo das Konzept 1977 als Buurtbus (Nachbarschaftsbus) entstand, wurden in den 1980er Jahren in einzelnen Gemeinden Nordrhein-Westfalens erstmals in Deutschland Bürgerbusse erprobt. Dabei wurden Kleinbusse (Mercedes-Benz 207/208/307 oder VW LT) eingesetzt. Ab Mitte der 1990er Jahre haben sich in mehreren deutschen Städten und Gemeinden sogenannte Bürgerbusvereine gegründet, um Lücken in den ÖPNV-Fahrplänen in räumlicher wie auch in zeitlicher Hinsicht zu schließen. Auch in der Schweiz gibt es inzwischen Bürgerbusse, die ländliche Regionen als Ersatz für wenig genutzte Postautokurse bedienen.

## Funktionsweise
Bürgerbusvereine arbeiten ehrenamtlich und finanzieren ihre Leistungen über Fahrgeldeinnahmen, Mitgliedsbeiträge, Spenden und teilweise kommunale Zuschüsse. In einzelnen Fällen trägt auf dem Fahrzeug angebrachte Werbung, meist regionaler Unternehmen, zur Finanzierung bei. Bürgerbusse können sowohl im Linienverkehr nach einem festen Fahrplan als auch nach Bedarf als Rufbus betrieben werden. Je nach Gestaltung sind sie an die Regeln des Öffentlichen Personennahverkehrs (ÖPNV) gebunden (genehmigungspflichtiger Verkehr nach Personenbeförderungsgesetz). Bei einem Betrieb nach PBefG werden zwischen dem Träger des ÖPNV, dem lizenzierten Verkehrsunternehmen und einem Bürgerbus-Verein entsprechende Verträge geschlossen. Es gelten dieselben Anforderungen an den Betrieb wie im regulären ÖPNV, d. h. Kriterien wie Tarifpflicht, Beförderungspflicht oder Betriebspflicht müssen eingehalten bzw. gewährleistet werden. Erfolgt der Betrieb genehmigungsfrei, sind keine Verträge notwendig, Auflagen gibt es lediglich zur maximalen Fahrzeuggröße und bei der Erhebung von Fahrgeldern. Der Bürgerbusverein stellt das Fahrpersonal, das unentgeltlich arbeitet, und sorgt für die Ausbildung der Fahrerinnen und Fahrer.
Die Fahrzeuge sind in den meisten Fällen Kleinbusse mit bis zu acht Fahrgastsitzen. Unterhalb der Grenze von acht Fahrgastplätzen (insgesamt neun Sitze inkl. Fahrer) kann somit der Erwerb eines Busführerscheins für die Fahrer umgangen werden. Allerdings benötigen im genehmigungspflichtigen Betrieb alle Fahrer einen Personenbeförderungsschein (Führerscheinklasse D1, im genehmigungsfreien Betrieb wird der Erwerb lediglich empfohlen). Ein weiterer Vorteil von Kleinbussen ist ihre Wendigkeit, sodass sie auch auf Strecken einsetzbar sind, auf denen größere Fahrzeuge (mehr als neun Sitzplätze) nicht verkehren können. Kommen diese zum Einsatz, ist der Betrieb ausschließlich nach PBefG möglich.
Die meisten Bürgerbusse verkehren in dünn besiedelten Orts- oder Stadtteilen, in denen die Rentabilität für eigenwirtschaftlichen Verkehr nicht gegeben ist und die kommunalen Aufgabenträger kein Angebot mit Aufwandsentschädigungen bestellen. So werden durch diese Vereine Aufgaben von Stadt- oder Ortsbuslinien übernommen. Die Angebotsqualität kann sämtliche Varianten des Busbetriebes umfassen. Diese kann von Anrufbuslinien bis hin zum täglichen Betrieb mit Taktfahrplan reichen. Viele Vereine gründen sich mit einer starken Zielgruppen-Fokussierung. So zielen manche Bürgerbusvereine speziell auf Discogänger und bieten für diese Abend- und Nachtverkehre an. Andere Bürgerbusvereine zielen speziell auf Senioren. Diese setzen entsprechend angepasste Fahrzeuge mit Niederflurtechnik (beispielsweise standardisierte Fahrzeuge auf der Basis VW T5) ein. Diese ermöglichen einen barrierefreien Einstieg.
Einige Bürgerbusvereine (zum Beispiel in Emsbüren, Linnich oder Schmallenberg) haben neben dem Dienst im Nahverkehr die Aufgabe, Kindergartenkinder zu befördern. Die Fokussierung auf spezielle Zielgruppen kann jedoch nur außerhalb des genehmigungspflichtigen Betriebs erfolgen, da bei einem genehmigungspflichtigen Betrieb Beförderungspflicht herrscht, d. h., dass niemand von der Beförderung ausgeschlossen werden kann.
Im Verhältnis zum regulären öffentlichen Personenverkehr stellen Bürgerbusse eine Ergänzung dar. Diese kann sich auf die Betriebszeiten beziehen, etwa im Nachtverkehr, oder auf das Betriebsgebiet, etwa im dünn besiedelten Raum oder auf schwach nachgefragten Querverbindungen. In dieser Funktion stellen sie Selbsthilfemaßnahmen im Bereich der Mobilität dar. Kurzfristiges Ziel der Initiativen ist die Ergänzung, und in Fällen von Angebotsstreichungen die Aufrechterhaltung des Personenverkehrs. Langfristiges Ziel ist es, soweit möglich, das Angebot in regulären öffentlichen Personenverkehr zu überführen.

## Verbreitung in Deutschland
Das Vorbild für Bürgerbuslinien sind ähnliche Initiativen in Großbritannien und die seit 1977 verkehrenden niederländischen Buurtbussen (dt.: Nachbarschaftsbus).
Den Grundstein für Bürgerbusse in Deutschland legte das nordrhein-westfälische Ministerium für Landes- und Stadtentwicklung 1983 mit dem Projekt „BürgerBus“. Mit diesem System sollte eine weitere Bedienform des Öffentlichen Nahverkehrs geschaffen werden. Durch Förderungen sollten Bürger animiert werden Bürgerbus Vereine zu gründen, die ehrenamtlich öffentlichen Nahverkehr mit Kleinbussen anbieten. Die Förderrichtlinien sahen Zuschüsse für die Beschaffung von Kleinbussen bis 8 Fahrgastplätze und jährliche Zuschüsse für den Betrieb vor, sofern der Betrieb folgende Eigenschaften erfüllte: Keine Personalkosten, günstige Fahrpreise, fester Fahrplan im Linienverkehr und keine Konkurrenz zu bestehenden Linien. Zunächst beschränkte man sich auf die Förderung von fünf Projekten. Diese waren in Heek/Legden (seit 2. März 1985), Heimbach (seit 29. September 1986), Emmerich (seit 11. November 1986), Vreden (seit 7. Februar 1987) und Schalksmühle (seit 27. November 1988). Ein sechstes Projekt in Kalletal (seit 25. September 1989) wurde im Rahmen des „ÖPNV-Modell Lippe“ gefördert. Im Jahr 1991 wurde die Begrenzung auf fünf Projekte aufgehoben.
Mittlerweile verkehren in Deutschland nach Angaben des Dachverbands Pro Bürgerbus NRW e. V. 260 Bürgerbusse (Stand November 2015). Darunter über 110 in Nordrhein-Westfalen sowie rund 60 in Niedersachsen.

### Baden-Württemberg
In Baden-Württemberg startete 2003 der erste Bürgerbus in Salach im Landkreis Göppingen. Es gibt derzeit in Baden-Württemberg über 50 Bürgerbusverkehre. Darüber hinaus gibt es seit 2013 erste Ansätze zur Erprobung elektrisch betriebener Bürgerbusse (sog. e-Bürgerbusse). Im September 2014 wurde in Uhingen der Landesverband der baden-württembergischen Bürgerbusvereine gegründet (Stand April 2018: 68 Mitglieder). Das Land hat eine Förderrichtlinie erlassen, die Investitionen und Personenbeförderungsscheine bezuschusst bzw. übernimmt. Zum ersten Präsidenten wurde der Landtagsabgeordnete Sascha Binder gewählt.

### Bayern
In Bayern existiert seit 2003 ein Bürgerbus im Chiemgau, der Prien am Chiemsee mit den Orten der Chiemgauer Seenplatte verbindet, seit 2011 ein Bürgerbus in Langenzenn. Seit 2012 gibt es im Landkreis Lichtenfels zwei Bürgerbuslinien für die Orte Burgkunstadt und Ebensfeld.

### Brandenburg
Seit Juli 2004 sind auch in Brandenburg Bürgerbusse im Einsatz. Der erste „ostdeutsche“ Bürgerbus-Verein wurde in Gransee ins Leben gerufen, es folgten im September 2006 der Bürgerbus Hoher Fläming, der die Kreisstadt Bad Belzig mit den Amtssitzen Wiesenburg/Mark und Niemegk verbindet, sowie als dritter Bürgerbus im Dezember 2007 eine Linie in Brieselang. Diese Linie verbindet die Ortsteile Bredow, Zeestow und Brieselang. Im Jahr 2010 kamen der Bürgerbus Lieberose/Oberspree und der Bürgerbusverein (Sängerstadtbus) Finsterwalde im Landkreis Elbe-Elster hinzu. Der Bürgerbus Verein Dallgow-Döberitz schloss sich als sechster Bürgerbus im Land Brandenburg am 16. Dezember 2013 als bisher letzter Verein an.

### Hamburg
In Hamburg fährt seit dem 3. März 2020 ein Bürgerbus auf telefonische Vorbestellung speziell für den Bereich Niendorf-Ost im Hamburger Norden. Der Bürgerbus Niendorf-Ost holt die Fahrgäste an der Haustür ab und befördert diese zum Ziel der Wahl. Die Fahrgäste werden im Bereich von Niendorf-Ost aufgenommen. In Niendorf selber werden alle Ziele nach Wunsch der Fahrgäste angesteuert. Nach Schnelsen fährt der Bürgerbus nur zu medizinischen Einrichtungen. Die Projektentwicklung begann im August 2019. Der Bürgerbus in Niendorf-Ost ist ein Projekt des Bürgervereins Hoheluft-Grosslokstedt von 1896 e. V. Die Freie und Hansestadt Hamburg, Bezirksamt Eimsbüttel, hat die Projektentwicklung gefördert und unterstützt auch den laufenden Betrieb.

### Hessen
In Hessen fahren Bürgerbusse zum Beispiel in Biedenkopf, Kirchheim (Hessen), Homberg (Efze), Linden (Großen-Linden), Espenau, Niedernhausen Hohenstein, Hilders und Ringgau/Weißenborn (Hessen). Planungen bestehen in Gladenbach und Herborn.

### Niedersachsen

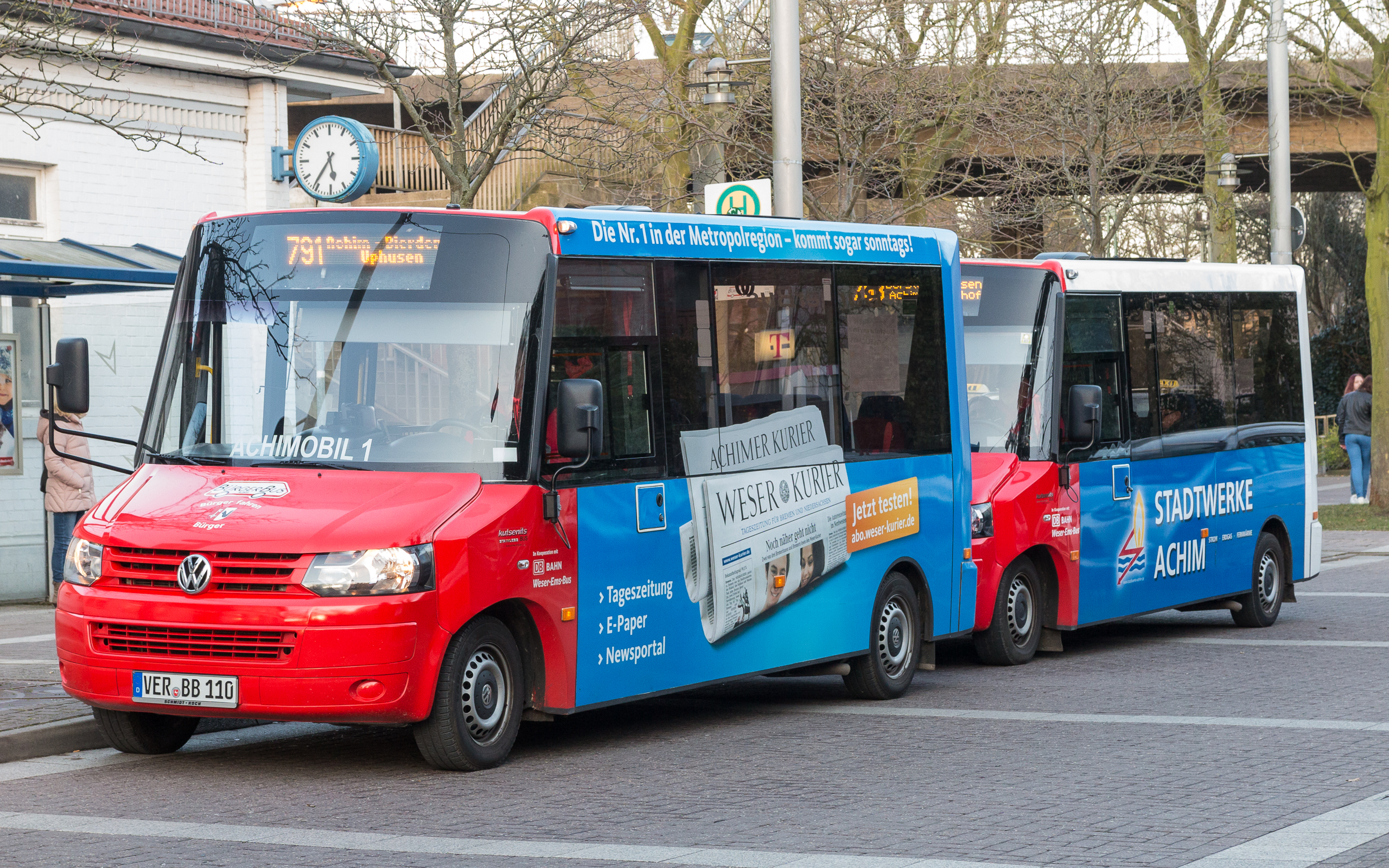
Bürgerbusse Achimobil 1 und Achimobil 2 am Bahnhof Achim

Im Bundesland Niedersachsen verkehren ca. 64 BürgerBusse (Stand März 2020). Eine aktuelle Gesamtübersicht und viele weitere Informationen bietet die Internetpräsenz des Dachverbandes Pro-BürgerBus-Niedersachsen.
Seit 2001 bieten auch im Bereich des Verkehrsverbund Bremen/Niedersachsen (VBN) BürgerBusse ein festes, regelmäßiges Fahrplanangebot an (Stand März 2020: 23 Vereine mit 53 Linien) Neben den BürgerBussen in Weyhe und Ganderkesee bieten seit Anfang/Mitte 2008 auch die BürgerBusse in Bassum, Syke und Butjadingen im Gebiet des VBN ein regelmäßiges Fahrplanangebot. Im Oktober 2009 kam der BürgerBus Kirchlinteln hinzu, im April, Juni und November 2010 die BürgerBusse in Sottrum, Westerstede und Grasberg/Worpswede. Im Jahr 2011 nahmen BürgerBusse in den Gemeinden Thedinghausen und Ottersberg sowie in den Städten Wildeshausen und Achim den Linienbetrieb auf. Im Dezember 2012 startete der BürgerBus in Rotenburg (Wümme), ein Jahr später der BürgerBus in Zeven, am 14. April 2014 der BürgerBus in Ritterhude sowie im Juni bzw. September 2014 die BürgerBusse in Rastede und Bad Zwischenahn. 2015 gingen die BürgerBusse in den Gemeinden Gnarrenburg und Oyten am 3. September in Betrieb. Am 1. Februar 2017 folgte der BürgerBus Edewecht. Durch Erweiterung des VBN-Verbundgebietes wurde auch der seit Dezember 2007 verkehrende BürgerBus Visselhövede ein VBN-BürgerBus. Und im Oktober 2019 ging der BürgerBus Stadland in Betrieb.
Insgesamt verkehren 23 Bürgerbusvereine im Gebiet des Verkehrsverbunds Bremen/Niedersachsen (VBN). Pro Jahr nutzten gut 300.000 Fahrgäste die Linienangebote der im VBN-Gebiet verkehrenden BürgerBusse.

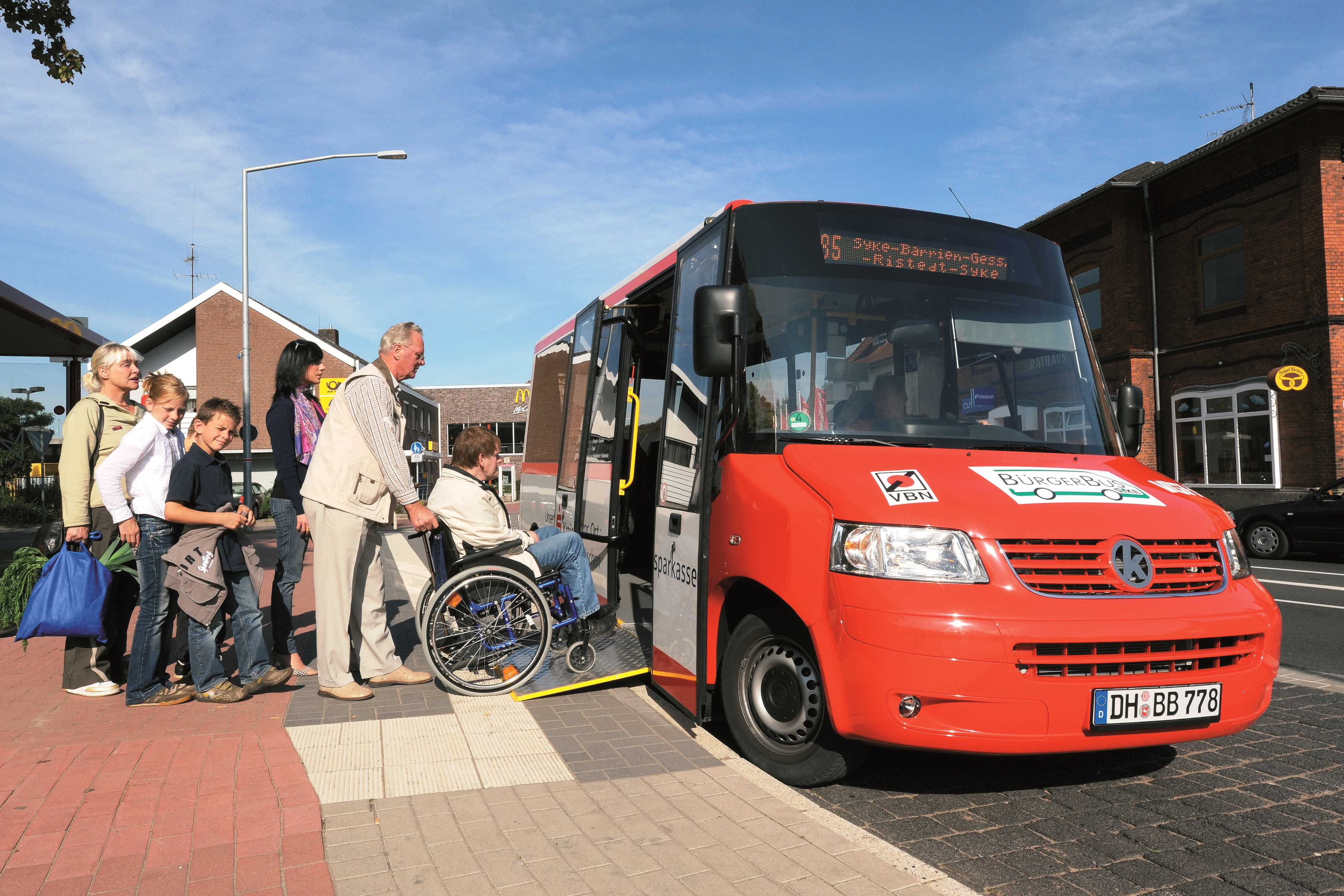
VBN-BürgerBus

Die Fahrgastnachfrage steht insbesondere im siedlungsstrukturellen Zusammenhang der Bedienungsgebiete. Unter den genannten VBN-BürgerBussen differieren die Fahrgastzahlen dementsprechend zwischen 250 und 3500 Fahrgästen pro Monat. Im Gebiet des VBN werden ausschließlich Niederflurfahrzeuge eingesetzt, die einen bequemen, barrierefreien Einstieg ermöglichen. Die Anschaffung dieser speziell angefertigten Fahrzeuge wird beispielsweise vom Zweckverband Verkehrsverbund Bremen/Niedersachsen mit bis zu 25.000 Euro gefördert. Allerdings sind diese Mittel nicht ans Fahrzeug gebunden, sondern stehen auch für andere Kostenpositionen zur Verfügung. Zusätzlich bietet die Landesnahverkehrsgesellschaft Niedersachsen (LNVG) eine Fahrzeugförderung für niedersächsische BürgerBusse. Für dieselbetriebene Fahrzeuge beträgt diese maximal.79.500 Euro.

### Nordrhein-Westfalen
In NRW existieren seit 1985 Bürgerbusse. Mit aktuell 118 Vereinen (Stand Dez. 2018) sind dort auch über die Hälfte aller in Deutschland existierenden Bürgerbus-Initiativen beheimatet. Dass NRW zum Vorreiter des Bürgerbus-Konzepts wurde, ist auf die Umsetzung durch die Landesregierung zurückzuführen, die die Adaption des Vorbilds „Buurtbus“ aus den benachbarten Niederlanden verfolgte. Dabei stellt das Land Fördergelder in Höhe von 40.000 Euro für die Neuanschaffung von Bürgerbussen bereit, zahlt gar 55.000 Euro für behindertengerechte Fahrzeuge. Bürgerbusvereine werden im Gegensatz zu anderen Bundesländern mit jährlichen Zahlungen in Höhe von 6.500 Euro unterstützt.
In der Stadt Willich am Niederrhein existieren gleich zwei Bürgerbusse. Einer für den Stadtteil Willich und einer für den Stadtteil Anrath. Sie dürfen jedoch aus rechtlichen Gründen ihr Netz nicht miteinander verbinden.
Südlohn bietet an Wochentagen einen grenzüberschreitenden Verkehr nach Winterswijk, und im nahen Rhede wurde das örtliche Bürgerbus-Angebot auf einen telefonisch anzufordernden Betrieb umgestellt. In der Großstadt Essen ist der Bürgerbus auch am Sonntag, teilweise als Kirchenbus, im Einsatz.

### Rheinland-Pfalz
Insgesamt 85 Bürgerbusse fahren in Rheinland-Pfalz. Diese verkehren in u. a. Eich, Daun, Bellheim, Verbandsgemeinde Leiningerland, Verbandsgemeinde Otterbach-Otterberg, Puderbach, Rheinböllen, Steinwenden, Verbandsgemeinde Wittlich-Land, Verbandsgemeinde Weilerbach, Baumholder, Hochspeyer, Herrstein, Bodenheim, Lingenfeld, Simmern, Guntersblum (südlicher Teil der Verbandsgemeinde Rhein-Selz), Kirchen (Sieg), Büchenbeuren, Bieberntal (Teil der Verbandsgemeinde Simmern), Stromberg (Teil der Verbandsgemeinde Langenlonsheim-Stromberg), Birkenfeld, Bobenheim-Roxheim, Horrweiler, Linz am Rhein, Vierthäler (Teil der Verbandsgemeinde Rhein-Nahe), Maxdorf, Traben-Trarbach, Arzfeld, Langenlonsheim (Teil der Verbandsgemeinde Langenlonsheim-Stromberg), Verbandsgemeinde Rengsdorf-Waldbreitbach, Wallhalben, Sprendlingen, Oberes Kyrbachtal (Teil der Verbandsgemeinde Kirchberg (Hunsrück)), Guntersblum, Külz, Offstein, Kastellaun, Kirchberg, Schopp, Weilerbach, Rodenbach, Freinsheim, Verbandsgemeinde Deidesheim, Verbandsgemeinde Edenkoben, Verbandsgemeinde Oberes Glantal, Verbandsgemeinde Kusel-Altenglan, Verbandsgemeinde Lauterecken-Wolfstein, Wörrstadt und in der Verbandsgemeinde Wörrstadt. In Monsheim, Vallendar, Finthen, Annweiler am Trifels, Wernersberg, Saarburg, Nierstein und Ober-Olm gab es Bürgerbusprojekte.

### Sachsen
In Sachsen existiert ein Bürgerbus in der Lommatzscher Pflege. Der Bürgerbus in der Gemeinde Arzberg (Landkreis Nordsachsen) fährt seit dem 22. Februar 2017. Durch den kommunalen Verein „Bürgerbus Vogtland“ werden seit dem 6. März 2017 Bürgerbusse in Adorf, Bad Elster und Lengenfeld betrieben.

### Schleswig-Holstein
In Schleswig-Holstein gibt es Bürgerbusse auf Fehmarn und in den Ämtern Amt Berkenthin, Amt Kellinghusen, Amt Lensahn, Amt Sandesneben-Nusse sowie in Bornhöved, Hohenwestedt, Ladelund, Malente, Meldorf und im Kirchspiel Medelby (Amt Schafflund). Der Bürgerbus Sievershütten wurde von der Autokraft übernommen, der Trägerverein hat sich aufgelöst. Der Bürgerbus Bad Segeberg hat den Betrieb eingestellt. Der Bürgerbus Dithmarschen-Süd/Brunsbüttel hat den Betrieb eingestellt. Der Bürgerbus "Hüttis Marktbus" im Amt Hüttener Berge hat den Betrieb eingestellt. Die Bürgerbusse Fehmarn, Ladelund, Lensahn, Malente und Meldorf bestehen im Rahmen des Öffentlichen Personennahverkehrs (ÖPNV) und wenden das Personenbeförderungsgesetz (Deutschland) an. Die nah.sh, der Zusammenschluss der ÖPNV-Beteiligten im Land Schleswig-Holstein, informiert mit einem Leitfaden über Bürgerbusse. Im Kreis Dithmarschen wurde eine Richtlinie erlassen, nach der Bürgerbusse, die auf Grundlage des Personenbeförderungesetzes (PBefG) fahren, gefördert werden können.

### Thüringen
In Ilmenau wird seit Juni 2025 in drei Ortsteilen die Beförderung mit einem Bürgerbus angeboten.

## Verbreitung in der Schweiz
Als Reaktion auf Schließungen von Haltestellen vor Ort durch die BLS AG gründete sich 2004 der Bürgerbus Gondiswil–Huttwil im Kanton Bern und verbindet die Gemeinden im Stundentakt. Insgesamt nutzten 2010 nach Schließung der einzigen Bahnhaltestelle in Gondiswil 11.906 Fahrgäste den Bus. Der Kostendeckungsgrad liegt über 20 %, die zusätzlichen Kosten werden durch die Gemeinden Gondiswil und Huttwil sowie durch die FLYER AG (früherer Name: Biketec AG), einem lokalen Unternehmen, getragen.
Im Kanton Zürich gründete sich im September 2007 in der Gemeinde Erlenbach der Verein „Erlibus e. V.“. Dieser betreibt zusätzlich zum regulären Angebot der Verkehrsbetriebe Zürcher Oberland montags bis samstags 21:00–0:30 Uhr ein Nachtbussystem zwischen dem Bahnhof der Gemeinde und den Wohnorten der Mitglieder. Fahrgäste, die dieses System nutzen wollen, müssen Mitglied des Vereins werden und können dann den Bus kostenlos nutzen. Insgesamt hat der Verein aktuell ca. 200 Mitglieder, die etwa 3000 Fahrten im Jahr absolvieren. Das Bussystem finanziert sich so zur Hälfte über Mitgliedsbeiträge, die andere Hälfte trägt die Gemeinde Erlenbach.

## Verbreitung in Österreich
Das erste und bisher einzige österreichische Beispiel für einen Bürgerbus ist der Stadtverkehr Schüttdorf (Zell am See-Süd), bei dem seit 2012 auf der Linie 3437 (73) der Österreichischen Postbus AG ein Verein mit ehrenamtlich arbeitenden Personen das Fahrpersonal stellt.
Nach einem Merkblatt des Salzburger Lands werden Bürgerbusse als „frei vereinbarte Kooperationslösung für den Mikro-ÖV“ angesehen. Es bestehe für Bürgerbusse noch Rechtsunsicherheit. Das Modell bestehe aus einer vertraglich abgesicherten Partnerschaft zwischen einem konzessionierten Unternehmen und dem „Bürgerbus-Verein“, der Organisation und Stellung von Freiwilligen übernehme.